# Soule (sport)
Soule è un antico sport di squadra paragonabile al calcio storico poiché tali sport sembrano derivati dal precedente harpastum. Originario della Normandia e Piccardia questo gioco, alquanto violento, fu praticato molto in Francia e i francesi lo diffusero pure in Inghilterra dove fu chiamato hurling over country o hurling at goals: l'origine della soule forse risale a prima dell'anno 1000. La soule non aveva regole precise svolgendosi su spazi enormi che comprendevano interi villaggi e paesi; ogni squadra poteva consistere pure di 200 giocatori che dovevano portare un pallone di cuoio in una determinata meta  che poteva essere un muro distante molti chilometri dal luogo dove iniziava la partita e per bloccare gli avversari si praticava una sorta di lotta libera. Le partite potevano durare giorni interi se la meta non era raggiunta.